# Свен Селонґер
Свен Селонгер (народився як Свен Іван Ерікссон, 19 березня 1907 — 9 листопада 1992) — шведський лижник. Він брав участь на Олімпійських іграх 1928, 1932 і 1936 років у двоборстві та стрибках на лижах з трампліна та виграв срібну медаль у стрибках у 1936 році. У 1932 році він фінішував четвертим у стрибках і п'ятим у двоборстві. Він був шведським олімпійським прапороносцем у 1932 і 1936 роках.
Селонгер виграв бронзові медалі зі стрибків на лижах на чемпіонатах світу з лижних видів спорту FIS у 1931, 1933 та 1934 роках, а також золоту медаль у двоборстві 1933 року. Він виграв змагання зі стрибків на лижах з трампліна в Холменколлені в 1939 році, став першим ненорвежцем[що?], якому це вдалося. У 1939 році Селонгер став першим ненорвежцем, який отримав медаль Холменколлена. Він також отримав золоту медаль Svenska Dagbladet у 1939 році.
У 1920-х роках Селонгер грав у банді. До Зимових Олімпійських ігор 1936 року він змагався в лижах під ім'ям Свен Ерікссон, а потім змінив своє прізвище на Селонгер, на честь свого рідного міста, щоб його не плутали з багатьма іншими шведами, на ім'я Ерікссон. Вийшовши на пенсію, він повернувся до хокею з м'ячем, як гравець і тренер IK Viking, і працював торговцем спортивними товарами.